# Georg Simmel

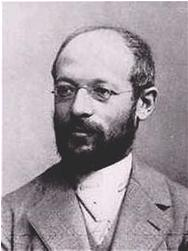
Georg Simmel

Georg Simmel (* 1. März 1858 in Berlin; † 26. September 1918 in Straßburg, Deutsches Reich) war ein deutscher Philosoph und Soziologe.
Er leistete Beiträge zur Kulturphilosophie, war Begründer der „formalen Soziologie“, einer Stadtsoziologie und der Konfliktsoziologie. Simmel stand in der Tradition der Lebensphilosophie, aber auch der des Neukantianismus.

## Leben und Wirken

### Karriere
Georg Simmel wurde am 1. März 1858 in Berlin als jüngstes von sieben Kindern in einer Berliner Kaufmannsfamilie geboren. Sein Vater, Eduard Maria Simmel (1810–1874), vom Judentum zum Katholizismus konvertiert, war mit seiner Firma „Chocolaterie Simmel“ in Potsdam Hoflieferant des Preußischen Königs und Mitbegründer des 1852 in Berlin eröffneten Confiserie-Unternehmens „Felix & Sarotti“. Seine Mutter Flora Bodstein (1818–1897) stammte aus einer vom Judentum zum Protestantismus konvertierten Breslauer Familie. Georg Simmel wurde protestantisch getauft, die Erziehung durch die Mutter war vorrangig christlich geprägt. Als sein Vater 1874 starb, wurde der Mitbegründer des „Musik-Editions-Verlages Peters“ Julius Friedländer (1827–1882), ein Freund der Familie, zu seinem Vormund bestimmt. Dieser adoptierte Georg später und hinterließ ihm ein Vermögen, das ihn wirtschaftlich unabhängig machte. Nach dem Abitur 1876 am Friedrichwerderschen Gymnasium in Berlin studierte er an der Friedrich-Wilhelms-Universität Berlin Geschichte, Völkerpsychologie, Philosophie, Kunstgeschichte und Altitalienisch in den Nebenfächern. 1881 wurde er mit der aus dem Jahr 1880 stammenden preisgekrönten Schrift über Kants Materiebegriff „Die Natur der Materie nach Kants Physikalischer Monadologie“ promoviert, nachdem eine ursprünglich als Dissertationsschrift vorgesehene Arbeit zur Musikethnologie „Psychologisch-ethnische Studien über die Anfänge der Musik“ abgelehnt worden war. Im Jahr 1885 habilitierte er sich mit einer Arbeit über „Kants Lehre von Raum und Zeit“. Ab 1885 war er Privatdozent für Philosophie an der Friedrich-Wilhelms-Universität Berlin. Seine hauptsächlichen Themen waren Logik, Geschichtsphilosophie, Ethik, Sozialpsychologie und Soziologie. Er war ein sehr beliebter Dozent mit breiter, thematisch heftig interessierter Zuhörerschaft.

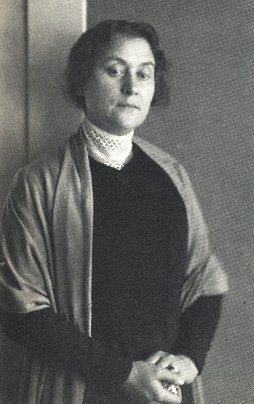
Gertrud Simmel auf einer Fotografie von Jacob Hilsdorf.

Er heiratete 1890 die Zeichenlehrerin, Malerin und Schriftstellerin Gertrud Kinel, die ab 1900 unter dem Pseudonym „Maria Louise Enckendorf“ auch philosophische Bücher schrieb. Ihr Sohn war der Mediziner Hans Simmel (1891–1943). Ihr gemeinsames Haus in Charlottenburg-Westend wurde zu einem Ort des geistigen Austausches, wo sich z. B. Rainer Maria Rilke, Edmund Husserl, Reinhold und Sabine Lepsius, Heinrich Rickert, Marianne und Max Weber trafen. Einige dieser einflussreichen Freunde engagierten sich dafür, dass Simmel einen Lehrstuhl erhielt, was sowohl das deutsche akademische Establishment als auch der vorherrschende Antisemitismus zu verhindern suchten.
Erst 1900 erhielt Simmel, was eher als ein unumgänglicher formaler Akt anzusehen ist, eine Berufung an die Berliner Universität, allerdings für eine unbezahlte außerordentliche Professur für Philosophie. Auch eine Prüfungsberechtigung wurde ihm verwehrt. Einen Ruf an die Universität Heidelberg konnte er 1908 aufgrund eines antisemitischen Gutachtens des Historikers Dietrich Schäfer trotz der Fürsprache von Max Weber nicht annehmen.
Seine Vorlesungen über Probleme der Logik, Ethik, Ästhetik, Religionssoziologie, Sozialpsychologie und Soziologie waren sehr beliebt. Sie wurden sogar in Zeitungen angekündigt und gerieten mitunter zu gesellschaftlichen Ereignissen. Simmels Einfluss durch seine Aktivitäten und Netzwerke ging weit über die von ihm akademisch vertretenen Fächer hinaus; Kurt Tucholsky, Siegfried Kracauer oder auch Ernst Bloch und Theodor W. Adorno, um nur einige zu nennen, haben ihn hoch geschätzt.
Um 1906 ging Georg Simmel mit der aus Posen stammenden Studentin Gertrud Kantorowicz (1876–1945) ein Liebesverhältnis ein. 1907 kam Angelika (Angi), ihr gemeinsames Kind, in Bologna zur Welt. Beide kamen überein, die tatsächliche Vaterschaft zu verschweigen, und Simmel weigerte sich, das Kind „jemals“ zu sehen. Angelika wuchs bei Pflegeeltern auf, erst nach dem Tod von Georg Simmel 1918 wurde das Geheimnis gelüftet.
1911 wurde ihm das Ehrendoktorat der Staatswissenschaften der Albert-Ludwigs-Universität Freiburg auf Grund seiner Verdienste um die Erweiterung der Kenntnisse der Nationalökonomie und in Anerkennung seiner Leistung als einer der Begründer der Soziologie verliehen. Erst 1914 erhielt er einen ordentlichen Lehrstuhl für Philosophie an der Kaiser-Wilhelm-Universität Straßburg. Nach fast zehnjähriger Abstinenz von soziologischen Themen erscheint 1917 die Arbeit „Grundfragen der Soziologie“. Seine letzte Veröffentlichung galt wieder grundlegenden Fragen des philosophischen Denkens, der gesellschaftlichen Einflüsse auf Denken und Handeln der Menschen, abgeleitet auch aus eigenen Lebenserfahrungen in dem Werk „Der Konflikt der modernen Kultur“, das 1918 erschien. In Straßburg verstarb Simmel, 60-jährig, am 26. September 1918 an Leberkrebs.

### Leistung und Wirkung
Im Jahre 1892 erscheint seine Arbeit „Einführung in die Wissenschaft der Ethik“, und er definiert 1894 in einem programmatischen Aufsatz „Das Problem der Soziologie“ die Soziologie als Wissenschaft von den Prozessen und Formen der Wechselwirkung von Gesellschaften.
In einem seiner Hauptwerke, der Philosophie des Geldes (1900), geht er davon aus, dass das Geld immer mehr Einfluss auf die Gesellschaft, die Politik und das Individuum erhält. Die Verbreitung der Geldwirtschaft habe den Menschen zahlreiche Vorteile gebracht, wie die Überwindung des Feudalismus und die Entwicklung moderner Demokratien. Allerdings sei in der Moderne das Geld immer mehr zum Selbstzweck geworden. Sogar das Selbstwertgefühl des Menschen und seine Einstellungen zum Leben würden durch Geld bestimmt. Er endet mit der Erkenntnis „Geld wird Gott“, indem es als absolutes Mittel zu einem absoluten Zweck werde. Dies veranschaulicht Simmel durch ein prägnantes Beispiel: Die Banken sind inzwischen größer und mächtiger als die Kirchen. Sie sind zum Mittelpunkt der Städte geworden. Alles sinnlich Wahrnehmbare hat mit Geld zu tun. Der Mensch habe jedoch die Freiheit, nach Dimensionen zu streben, die mehr als Geld sind. Dies könne durch die Bildung solidarischer Gemeinschaften, die sich mit dem Geistesleben auseinandersetzen, geschehen. Durch soziales Handeln könne die Macht des Geldes, beispielsweise in der Kultur, eingeschränkt werden. So arbeite ein Künstler nicht allein des Geldes wegen, sondern um sich in seiner Arbeit geistig selbst zu verwirklichen.
Parallel zu Leopold von Wiese war Simmel ein Mitbegründer der formalen Soziologie. Diese verfolgt das Ziel, gesamtgesellschaftliche Phänomene auf möglichst wenige Formen des Zusammenwirkens der Menschen zurückzubeziehen. Dabei wird den Inhalten weniger Bedeutung zugemessen. Sie befasst sich insbesondere mit sozialen Verbindungen und deren Beziehungen, beispielsweise Hierarchien in unterschiedlichen sozialen Gefügen wie Familie, Staat usw. Mit dem 1903 erschienenen Aufsatz Die Großstädte und das Geistesleben wurde Simmel zum Begründer der Stadtsoziologie. Sein Aufsatz wurde in Deutschland zunächst nicht besonders intensiv rezipiert, hatte jedoch unmittelbaren Einfluss auf die Soziologie in den USA.
Simmel suchte als Gesellschaftswissenschaftler einen neuen Weg. Dabei stand er sowohl der Theorie eines soziologischen Organizismus bei Auguste Comte oder Herbert Spencer fern als auch der idiographischen Geschichtsschreibung im Gefolge etwa Leopold von Rankes.
Zusammen mit Ferdinand Tönnies, Max Weber und Werner Sombart begründete er 1909 die Deutsche Gesellschaft für Soziologie (DGS). Simmel war außerdem Mitherausgeber der 1910 gegründeten Zeitschrift LOGOS. Internationale Zeitschrift für Philosophie der Kultur.
Ein konsistentes philosophisches oder soziologisches System hinterließ er nicht, auch keine Schule, auch weil er den Ruf als ordentlicher Professor nach Straßburg erst 1914 erhielt und so bis zu diesem Zeitpunkt keine Erlaubnis hatte, selbst Promotionen oder Habilitationen zu betreuen. Nur Betty Heimann (1888–1926) und Gottfried Salomon (später Salomon-Delatour) (1892–1964) konnten 1916 bei ihm noch promovieren, vom Habilitationsrecht konnte er keinen Gebrauch mehr machen. Dafür lieferte Simmel viele Anregungen und Inspirationen für spätere Forschergenerationen. Er veröffentlichte mehr als fünfzehn große Werke sowie zweihundert Artikel in Fachzeitschriften und Zeitungen. Neben der Stadtsoziologie nahm Simmel viele Elemente der späteren Rollensoziologie vorweg, ohne noch den Begriff der „sozialen Rolle“ explizit zu benutzen. Das Kapitel Der Streit aus seiner Soziologie (1908) war von erheblicher Bedeutung für die spätere Konfliktsoziologie (Lewis Coser u. a.).
Einzelne Bücher Simmels wurden schon zu seinen Lebzeiten ins Italienische, Russische, Polnische und Französische übersetzt. In Deutschland hatte er einen bedeutenden Einfluss auf den akademischen Nachwuchs, dabei unter anderem auf Georg Lukács, Martin Buber, Max Scheler, Karl Mannheim und Leopold von Wiese, ferner auf einige spätere Mitglieder der Frankfurter Schule. Mit dem jungen Ernst Bloch war Simmel befreundet. Bloch war es auch, der während des Ersten Weltkriegs den Positionswechsel des späten Simmel zum Patriotismus kritisierte.
Als Philosoph wird Simmel häufig dem Kreis der Lebensphilosophie zugerechnet. Andere prominente Vertreter dieser Richtung waren beispielsweise der Franzose Henri Bergson, dessen Werke auf Anregung Simmels ins Deutsche übertragen wurden, oder der Spanier José Ortega y Gasset. Simmel publizierte nicht kontinuierlich als Soziologe. So erschienen zwischen 1908 und 1917 keine größeren soziologischen Werke, sondern Abhandlungen über Hauptprobleme der Philosophie (1910), über Goethe (1913) und Rembrandt (1916).
In der geplanten Einleitung zu seinem unveröffentlichten Buch über Georg Simmel erfasst Siegfried Kracauer die philosophische Methode Simmels querschnittartig. Die Abhandlung erschien erstmals 1920 in der Zeitschrift Logos. Unter dem Titel Georg Simmel fand der Aufsatz später in Kracauers Aufsatzsammlung Das Ornament der Masse Eingang.

## Erkenntnistheorie
Simmel gehört zu den Philosophen, die von vorbestimmten ideellen Kategorien der Erkenntnis ausgehen, was er am Beispiel der Geschichtswissenschaft expliziert, die das Erkannte durch unabhängig vom jeweiligen Gegenstand der Erkenntnis gegebene Bedingungen und Kategorien gestaltet. Allerdings sind diese nicht universell und notwendig wie bei Kant, sondern historisch relativ, teils zufällig und unsystematisch. Fortschritte im Sinne zunehmender Differenzierung und Komplexität gebe es durch die Selektionswirkung der Evolution, in deren Folge sich in historisch und gesellschaftlich bestimmten Prozessen auch das Individuum entwickle. Jedoch könne ein Mensch durch bloßes Denken die Totalität des Lebens nicht erfassen. Insofern entwickelt er die Erkenntnistheorie Immanuel Kants weiter: Zwar sei der Mensch nicht in der Lage, die Wahrheit ganz zu erfassen und wiederzugeben, da sie zu komplex sei. Dennoch sei die menschliche Vorstellung von Wahrheit nicht willkürlich: Wenn zwei Theorien vorhanden seien, werde schließlich diejenige überleben, die den besseren Zugriff auf das Wirkliche erlaube. Seine Position ist damit der Evolutionären Erkenntnistheorie zuzuordnen. Gleichzeitig positioniert Simmel sich zwischen Relativismus und Positivismus und weist den Realismus als Erkenntnistheorie zurück, ohne sich aber dem Skeptizismus zuzuwenden. Beispiel: Nach Simmel bestehen Vorstellungen eines „erkennenden Subjektes“ stets aus einem bewussten und einem unbewussten Teil, was sich schließlich auch auf den Wert auswirkt, der einem Objekt zugemessen wird. Dieser Wert ist demnach nicht unbedingt „wahr“, sondern muss sich oftmals an der Wirklichkeit prüfen lassen, wenn es zum Beispiel zu einem Austausch von Waren kommt. Durch Preisaushandlung auf dem Markt wird der Wert „objektiviert“.
Auch hinsichtlich des Bildes, das sich Individuen voneinander machen, verlässt Simmel die Grundlagen der Erkenntnistheorie Kants. Das Bild, das sich A von C macht, sei stets verschieden von dem, das sich B von C macht. Die Bilder gründeten auf den je individuellen Interaktionen, und diese stützten sich wiederum auf die jeweiligen Bilder. So entwickle sich das Wissen voneinander auf der Basis der jeweiligen Wechselwirkungen und umgekehrt. Der andere Mensch sei zwar auch ein Stück Natur, doch das Individuum war für Simmel kein Gegenstand des Erkennens, sondern nur des Erlebens. Für jeden Menschen hängen die Erkenntnismöglichkeiten über einen anderen von dessen Möglichkeiten der Verhaltensmodifikation ab, wozu auch das Lügen gehört. Aber auch jede seiner aufrichtigen Aussagen über sein Innenleben ist nur eine bruchstückhafte Umformung seiner inneren Wirklichkeit, eine Selektion aus einer Flut zusammenhangloser Bilder und Ideen.

## Soziologie
Soziologie ist nach Simmel – anders als bei seinem ersten soziologischen Vorgänger Tönnies – eine eklektische Wissenschaft. Sie hat keinen eigenen spezifischen Gegenstand, sondern benutzt lediglich das von anderen Wissenschaften bereitgestellte Material, um daraus neue Synthesen und einen neuen Standpunkt zu gewinnen. Sie arbeitet mit Ergebnissen der Geschichtsforschung, der Anthropologie, der Statistik, der Psychologie und vieler anderer Fächer. Dabei benutzt sie nicht das ursprüngliche Material dieser Wissenschaften, sondern synthetisiert aus dem, was schon aus Synthese geschaffen ist, als eine Wissenschaft zweiter Potenz sozusagen. „Soziologie, als Geschichte der Gesellschaft und aller ihrer Inhalte, d. h. im Sinne einer Erklärung alles Geschehens vermittels der gesellschaftlichen Kräfte und Konfigurationen“, ist demnach keine „besondere Wissenschaft“, sondern „eine Erkenntnismethode, ein heuristisches Prinzip, das auf einer Unendlichkeit verschiedenster Wissensgebiete fruchtbar werden kann, ohne doch für sich allein eines auszumachen“.
Simmel betrachtet Soziologie als „Wissenschaft von den Beziehungsformen der Menschen untereinander“. Ihre Aufgabe ist das Auffinden von Regeln, nach denen sich die Menschen verhalten. Solche „formalen Gleichheiten“ des Verhaltens wie Über- oder Unterordnung, Bindung oder Konflikt finden sich in den verschiedensten „sozialen Vereinigungen“, von deren Zweck die Soziologie jedoch abstrahiere. Die Soziologie verhalte sich zu den Inhalten des sozialen Lebens wie die Geometrie als Lehre der räumlichen Formen zum Material der von ihr beschriebenen Körper. Da weder beim Begriff der „Gesellschaft“ noch bei dem des „Individuums“ ein letzter Anhaltspunkt gefunden werden könne, der zum Grundbegriff und damit zum Gegenstand der Soziologie gemacht werden könnte, bleibe einem nichts anderes übrig, als das Fließende der „Wechselwirkungen“, durch das die Gesellschaft wie das Individuum sich in Schemen verlieren, zum spezifisch-unspezifischen Gegenstand zu erklären. Damit nimmt Simmel den modernen Interaktionsbegriff vorweg. Simmel verstand „den Verlauf der Geschichte als ein Wechselspiel zwischen den materiellen und ideellen Faktoren“ und grenzt sich so von Marx’ historischem Materialismus ab, welchen er „um den Nachweis, daß die ökonomischen Wertungen und Bewegungen ihrerseits Ausdruck tiefergelegener Strömungen des individuellen und gesellschaftlichen Geistes sind [ergänzt]“.

### Soziologische Apriori
Für das Entstehen derartiger Wechselwirkungsphänomene macht Simmel drei Apriori aus:
- Rollen-Apriori: Menschen begegnen einander in sozialen Rollen (Kaufmann, Bäcker, Ärztin …), welche an rollenspezifische Erwartungen geknüpft sind. Diese bilden den (sozialen) Rahmen, in der Interaktion und Wahrnehmung stattfindet.
- Individualitäts-Apriori: Der Mensch ist mehr als seine Rolle, er weist darüber hinaus individuelle, für ihn charakteristische Merkmale und Eigenschaften auf.
- Struktur-Apriori: Die Formen und Struktur der sozialen Rollen gehen der Individualität voraus, sie werden von Menschen inhaltlich ausgefüllt.

Simmel geht es also nicht um den Inhalt oder die Zwecke der Wechselwirkung, welche bereits in anderen Wissenschaften, wie der Wirtschaft, der Literaturwissenschaften und so weiter behandelt werden. Es geht um die Form der Wechselwirkung zwischen Individuen über den Inhalt hinweg. Ein Religionsforscher kann beispielsweise über die Opferwilligkeit in einer Gruppe auch von Sozialdemokratischen Gruppen lernen, religiöse Momente sind nicht nur spezifisch religiös, sondern auch sozial. „Wenn demnach die »soziologische Methode«angewendet wird, um den Verfall des Römerreiches oder das Verhältnis von Religion und Wirtschaft bei den großen Kulturvölkern, um die Entstehung des deutschen Nationalstaatsgedankens oder die Herrschaft des Barockstils zu entwickeln, d. h. wenn solche Geschehnisse oder Zustände als Summierungen ununterscheidbarer Beiträge, als Ergebnisse der Wechselwirkung von Individuen, als Lebensstadien überindividueller Gruppeneinheiten erscheinen - so mag man diese nach soziologischer Methode geführten Untersuchungen als Soziologie bezeichnen.“
Simmels Bestreben, die Konstitution des Gesellschaftlichen aus den zum großen Teil flüchtigen, zufälligen, ja antagonistischen Wechselwirkungen zwischen den Individuen – unabhängig von deren positiven oder negativen Intentionen und Emotionen – zu erklären, wie es beispielsweise in seinem Werk Der Streit oder im Essay über die Großstädte deutlich wird, führte dazu, dass seine Sozialphilosophie wie auch seine essayistische Darstellungsweise schon vor dem Ersten Weltkrieg von Richard Hamann und von Simmels Schüler Georg Lukács als „impressionistisch“, nämlich als Teil einer zeitgenössischen ästhetischen Protestbewegung gegen die festen Formen bezeichnet wurde. Simmel untersuchte viele Bereiche des Lebens: Von der Mode über die Alpen bis hin zur Mahlzeit. Den Essay-Charakter und die Vielfältigkeit seines Werkes verstand Simmel als Methode, da sich „von jedem Punkt der gleichgültigsten, unidealsten Oberfläche des Lebens ein Senkblei in seine letzten Tiefen werfen lässt, dass jede seiner Einzelheiten die Ganzheit seines Sinnes trägt und von ihr getragen wird“.
In seinem ersten Werk: Über sociale Differenzierung entwirft Simmel die zentrale These, dass sich mit wachsender Entwicklung und Differenzierung einer Gesellschaft die Individualität des Einzelnen stärker ausbilde. Gleichzeitig ermögliche dies eine Annäherung an andere Menschen außerhalb der bestehenden Gruppe. Die Ausbildung der Individualität hänge mit der schwindenden Bindekraft durch die soziale Gruppe zusammen, die sich vor allem in der modernen Großstadt zeige. Der Entwicklungsgrad einer Gesellschaft sei am Netz sozialer Wechselwirkungen und Verflechtungen ablesbar, die in dem Maße stiegen und sich verkomplizierten, in welchem auch die Differenzierung wachse. Erweitere sich der Kreis, innerhalb dessen wir uns betätigen und dem unsere Interessen gelten, so wachse darin der Spielraum für die Entwicklung unserer Individualität.
Am Ende beschreibt Simmel dann die soziale Differenzierung bzw. Spezialisierung als evolutionäres Gesetz der Kraftersparnis. Die Differenzierung sei ein evolutionärer Vorteil, jedes Wesen ist in dem Maße vollkommener, in dem es den gleichen Zweck mit einem kleineren Kraftquantum erreicht (technologischer Fortschritt, Arbeitsteilung, Verwaltungsapparat). Den Preis des Fortschritts allerdings sieht Simmel dann in der Zunahme und Verdichtung eines breiten Netzes sozialer Abhängigkeiten unter Zunahme ständiger Interventionen des Systems in die Lebenswelt des Individuums.
Auf der Basis dieser These verfasst Simmel sein zweites großes Werk: die Philosophie des Geldes. Wichtiger Grund für Simmels gestiegenes Interesse am Problem der Geldwirtschaft ist deren Verortung in den Großstädten. In Verbindung mit der „Verstandesherrschaft“ (terminologisch bei Max Weber der „Zweckrationalität“) sei die Geldwirtschaft prägend für die Moderne. Die Welt als gigantisches Rechenexempel der kalkulierenden Rationalität würde in Geld gemessen wie die Zeit mit der Uhr.
Diese beiden Maßstäbe machten die Moderne erst möglich. Bei Simmel basiert der Wert eines Produktes anfänglich auf subjektiver Wertschätzung. Mit steigender Komplexität der Gesellschaft erreiche der Tausch den Stellenwert einer sozialen Gegebenheit. Um den Tausch zu vereinfachen, sei das Geld notwendig. Im Geld spiegle sich der Wert der Dinge wider. In ihm träfen die Welt der Werte und die der konkreten Dinge aufeinander: „Das Geld ist die Spinne, die das gesellschaftliche Netz webt.“ Es sei ebenso Symbol wie Ursache einer Vergleichgültigung bzw. Relativierung aller Dinge und einer Veräußerlichung. Indem alles mit allem getauscht werden könne, weil es ein identisches Wertmaß erhalte, finde gleichzeitig eine Angleichung (Nivellierung) statt, die keine qualitativen Unterschiede mehr generiere. Der Sieg des Geldes sei einer der Quantität über die Qualität, des Mittels über den Zweck. Es sei nur das wertvoll, was einen Geldwert besitze. Damit finde eine Verkehrung statt, denn am Ende diktiere das Geld unsere Bedürfnisse, kontrolliere uns, anstatt uns zu entlasten und unser Leben zu vereinfachen. Indem das Geld mit seiner Farblosigkeit und Indifferenz sich zum Generalnenner aller Werte aufschwinge, höhle es den Kern der Dinge, ihre Unvergleichbarkeit aus. Am Ende stehe das moderne Individuum vor dem Dilemma, dass die Versachlichung des Lebens es zwar aus alten Bindungen gelöst habe, dass es sich aber der neu gewonnenen Freiheit nicht zu erfreuen wisse.
Analog zu bisherigen Religionen, die Sicherheit, Lebenssinn und Versprechen für die Zukunft gegeben haben, kann in der Moderne die Geldwirtschaft als neue Religion bezeichnet werden, die alle sozialen und individuellen Beziehungen berührt und auch die menschlichen Gefühle beherrscht. Als alternative Lebensentwürfe jenseits von dogmatisch machtvoller traditioneller Religion und Geldbeziehungen sah Simmel diejenigen des antiken bedürfnisarmen Kynikers Diogenes und des mittelalterlichen – einstmals reichen, dann in freiwilliger Armut lebenden – Franz von Assisi an.

## Ästhetik
Neben seinen von kunsthistorischem bzw. literarischem Interesse geprägten Aufsätzen etwa zu Rembrandt van Rijn, Johann Wolfgang von Goethe oder Auguste Rodin hat Simmel mit seinen kulturtheoretischen Schriften implizit auch eine ästhetische Theorie formuliert. Einem von Hannes Böhringer gegebenen Hinweis folgend, hat der Kulturwissenschaftler Oliver Schwerdt gezeigt, dass Simmels Philosophie des Geldes systematisch auf eine Analyse künstlerischer Werke des Dadaismus angewendet werden kann. Die von der modernen, geldwirtschaftlich geprägten Lebenswelt erzeugte Indifferenz der Dinge wird so in Dokumenten relativistischer Kunst im ästhetisch prägnanten Sinne erfahrbar.

## Nachlass und Ehrungen

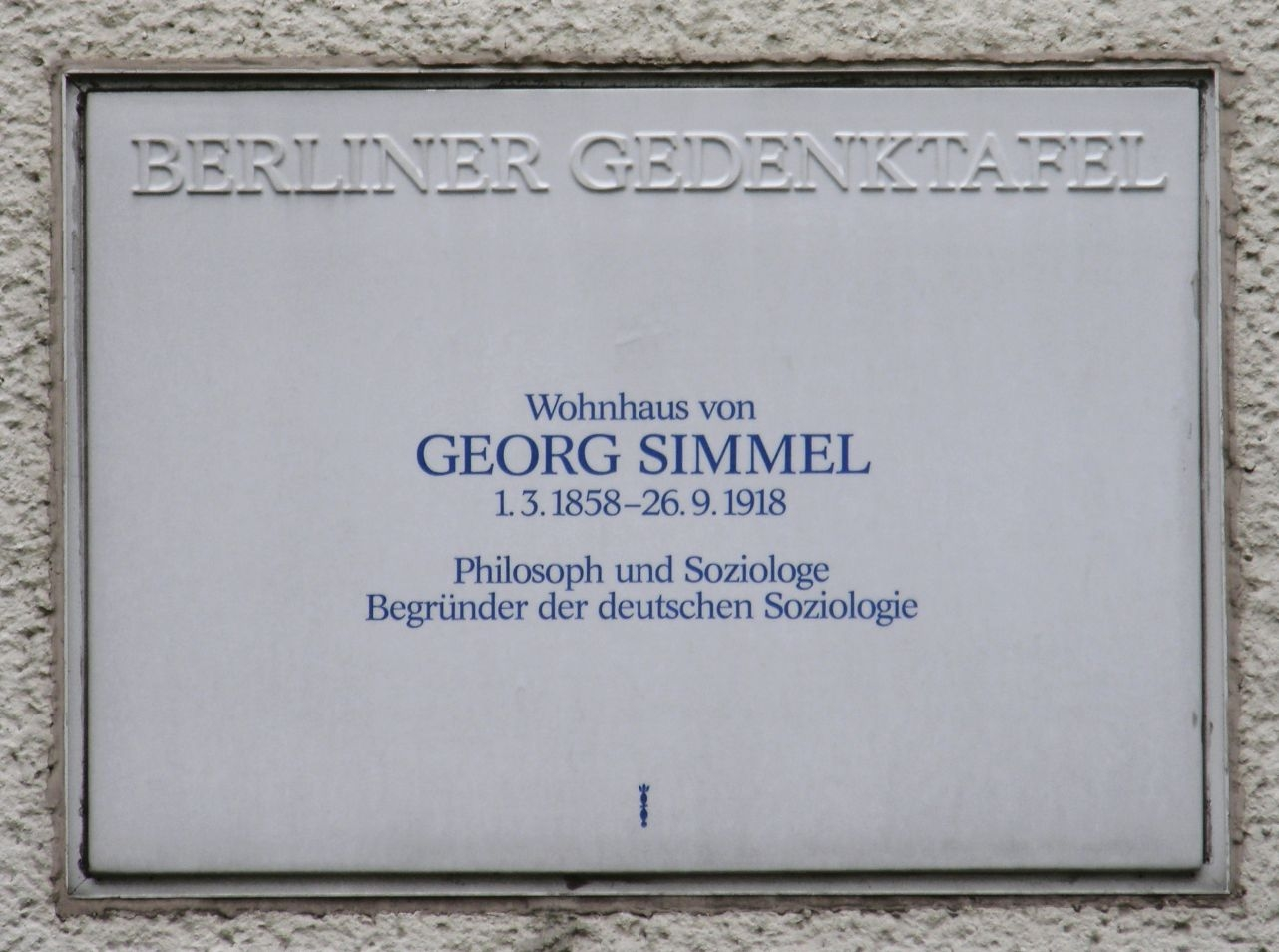
Berliner Gedenktafel an Simmels Wohnhaus in Berlin-Westend

Es existiert kein kompletter Nachlass der Schriften, Vorlesungen und Briefe von Georg Simmel. Allerdings befindet sich im Universitätsarchiv Bielefeld ein unechter, angereicherter Nachlass, der von Otthein Rammstedt zusammengestellt wurde. Dieser besteht neben Originalen von Manuskripten und Texten Simmels vor allem aus Kopien verschiedenster Provenienz.
Weiterhin befinden sich in Bielefeld Unterlagen zur Georg-Simmel-Gesellschaft und zur Georg-Simmel-Gesamtausgabe.
Am 19. August 1988 enthüllte der Bürgermeister von Berlin am ehemaligen Wohnhaus der Familie Simmel, Nussbaumallee 14 in Berlin-Westend, eine Berliner Gedenktafel in KPM-Porzellan. Nach Umbauarbeiten am Haus war die Tafel 2013 nicht auffindbar. Inzwischen ist sie, in restaurierter Form am alten Ort, wieder angebracht.
2005 wurde an der Humboldt-Universität Berlin das Georg Simmel Zentrum für Metropolenforschung (GSZ) gegründet.
Zum 100. Todestag Georg Simmels erschien bei Suhrkamp ein fast 1000-seitiger Arbeitsband mit neuen Beiträgen von mehr als 80 Wissenschaftlern zu dessen Schriften inklusive sechs Essays. Ein weiteres Handbuch erschien 2021.
- Hans-Peter Müller & Tilman Reitz (Hrsg.): Simmel-Handbuch. Begriffe, Hauptwerke, Aktualität, Suhrkamp Verlag, Berlin 2018, 960 Seiten, ISBN 978-3-518-29851-0.
- Jörn Bohr, Gerald Hartung, Heike Koenig, Tim-Florian Steinbach (Hrsg.): Simmel-Handbuch. Leben – Werk – Wirkung. Berlin/Heidelberg: J. B. Metzler, Part of Springer Nature 2021.

## Werke
- Das Wesen der Materie nach Kant’s Physischer Monadologie (1881)
- Zur Psychologie der Frauen (1890) – Volltext bei DigBib.Org (PDF)
- Über sociale Differenzierung (1890) – Volltext bei DigBib.Org, Digitalisat und Volltext im Deutschen Textarchiv
- Die Probleme der Geschichtsphilosophie (1892; 2. Fassung 1905/1907) – archive.org
- Einleitung in die Moralwissenschaft (1892/93) – Volltext bei socio.ch
- Philosophie des Geldes (1900) – Digitalisat und Volltext im Deutschen Textarchiv

2. Aufl. 1907 – Digitalisat unter: urn:nbn:de:s2w-8029 Volltext bei DigBib.Org (PDF; 1,1 MB)
4. Aufl. 1922 – Faksimiles vom Seminar für Wirtschafts- und Sozialgeschichte, Uni Köln (dort nach Suche nicht mehr auffindbar)
- Zur Psychologie der Scham (1901) – books.google.at
- Stefan George. Eine kunstphilosophische Betrachtung. In: Die Zukunft, 26. Februar, Bd. 22 (1898), S. 386–396. Digitalisat und Volltext im Deutschen Textarchiv
- Stefan George. Eine kunstphilosophische Studie (1901) Digitalisat und Volltext im Deutschen Textarchiv
- Die Großstädte und das Geistesleben (1903)
- Kant. Sechzehn Vorlesungen (1904); Textarchiv – Internet Archive
- Philosophie der Mode (1905)
- Kant und Goethe. Zur Geschichte der modernen Weltanschauung (1906, überarb. 1916) Volltext der 3. Auflage 1916 (Memento vom 25. Juli 2009 im Internet Archive)
- Die Religion (1906, überarb. 1912) – Volltext (PDF; 114 kB) DigBib.Org
- Schopenhauer und Nietzsche. Ein Vortragszyklus. (1907)
- Soziologie. Untersuchungen über die Formen der Vergesellschaftung (1908); 7. Auflage 2013, Verlag Duncker & Humblot Berlin, Print ISBN 978-3-428-13725-1, E-Book ISBN 978-3-428-53725-9, Print & E-Book ISBN 978-3-428-83725-0 archive.org – darin das für die Konfliktsoziologie später bedeutsame Kapitel Der Streit sowie der klassische Text der Migrationssoziologie Exkurs über den Fremden
- Hauptprobleme der Philosophie Göschen, Leipzig (Reihe: Sammlung Göschen) (1910)
- Philosophische Kultur. Gesammelte Essais Klinkhardt, Leipzig(1911)
- Goethe (1913) – archive.org
- Deutschlands innere Wandlung. Rede gehalten im Saal der Aubette zu Straßburg am 7. November 1914. Trübner, Straßburg (1914)
- Das Problem der historischen Zeit. Reuther & Reichard, Berlin (1916) – archive.org
- Rembrandt. Ein kunstphilosophischer Versuch (1916); Textarchiv – Internet Archive
- Der Krieg und die geistigen Entscheidungen. Reden und Aufsätze. Duncker & Humblot, München/Leipzig (1917)
- Grundfragen der Soziologie (1917) – archive.org
- Vom Wesen des historischen Verstehens. Mittler, Berlin (1918) – dnb.de
- Lebensanschauung. Vier metaphysische Kapitel. (1918)
- Der Konflikt der modernen Kultur. Ein Vortrag. Duncker & Humblot, München/Leipzig (1918)
- Fragmente und Aufsätze. Aus dem Nachlaß und Veröffentlichungen der letzten Jahre. Hrsg. von Gertrud Kantorowicz. Drei Masken Verlag, München (1923)

Im Suhrkamp Verlag erschien in den Jahren von 1989 bis 2016 eine Gesamtausgabe unter der Federführung von Otthein Rammstedt. Alexander Cammann nannte sie anlässlich ihrer Vollendung ein großartiges Beispiel der Großeditionsprojekte, „jener geisteswissenschaftlichen Königsdisziplin, die vor sich hin staubende Gedanken und vergessene Zusammenhänge ans Licht bringt“.
- Gesamtausgabe in 24 Bänden, herausgegeben von Otthein Rammstedt, Suhrkamp, Frankfurt am Main / Berlin 1989–2016.Überblick über den Editionsplan, Einzelbände

## Lehrveranstaltungen
Als Privatdozent für Philosophie an der Friedrich-Wilhelms-Universität Berlin:
- Sociologie (1897/98)
- Logik und Erkenntnislehre (mit Darstellung der Kantischen Theorien) (1898)
- Logik und Erkenntnistheorie (mit Darstellung der Hauptlehren Kants) (1899)
- Sociologie (mit Besonderer Berücksichtigung der Staatsformen) (1899/1900)

Als außerordentlicher Professor für Philosophie an der Friedrich-Wilhelms-Universität Berlin:
- Formprobleme der Kunst (1902)
- Philosophie des 19. Jahrhunderts (von Fichte bis Nietzsche) (1902/1903)
- Philosophie des 19. Jahrhunderts (Von Fichte bis Nietzsche) (1903/1904)
- Allgemeine Geschichte der Philosophie (1904)
- Ethik und Prinzipien der philosophischen Weltanschauung (1905/1906)
- Einleitung in die Philosophie, mit Berücksichtigung der Philosophie der Gesellschaft und der Geschichte (1906)
- Philosophie der Kultur (1906/1907)